# Bill Felstiner
William L.F. Felstiner (*14 de diciembre de 1929), generalmente conocido como Bill Felstiner, es un experto en sociología jurídica de renombre internacional. También es un ávido alpinista y un activista en proyectos de ayuda.

## Educación y Primeros Trabajos
Bill Felstiner se licenció por la Universidad de Yale en 1958. Antes de ingresar en la facultad de derecho, pasó tres años en la Marina de EE. UU., como Oficial de Operaciones en los EE. UU. Sturtevant. Después de graduarse en la facultad de derecho, comenzó la práctica legal en el bufete de abogados Tyler, Cooper y Alcorn en New Haven (1958-1965) del que fue nombrado miembro asociado. Posteriormente, fue contratado como Asesor Jurídico Regional de la Misión de USAID en Grecia & Turquía y poco después designado Director Adjunto de la Misión de AYUDA de EE. UU. a India (hasta 1968).

## Enseñanza e Investigación
En 1969, Bill Felstiner comenzó su carrera en la docencia universitaria como Decano y profesor en la Facultad de derecho de Universidad de Yale. Durante este tiempo ayudó a dirigir el Programa de Yale en Derecho y Modernización. En 1973 se incorporó a UCLA como Profesor Adjunto. En 1976, decidió dedicarse a tiempo completo a investigar, trabajando, en primer lugar, en el Instituto de Investigación de las Ciencias Sociales del USC, después en el Instituto Civil de Justicia de Rand Corporation y, por último, en American Bar Foundation, de la que fue director ejecutivo. Durante su estancia en USC trabajó como co - investigador principal en el proyecto Civil de Investigación de Pleitos financiado por el Ministerio de Justicia de EE. UU. Posteriormente decidió regresar a la enseñanza y a la universidad. Después de enseñar ciencias Políticas en la Northwestern University, ejerció de profesor de sociología en el Programa de Derecho y Sociedad en la Universidad de California, Santa Bárbara (1992-1999). En los años 2000-2003 fue director del Instituto Internacional de Sociología Jurídica en Oñate (Guipúzcoa, España). De 1995-2005 también ejerció como Distinguido Profesor de Investigación de Derecho en la Universidad de Cardiff (Gales, RU).

## Áreas de interés especial
Ya al comienzo de su carrera, Bill Felstiner se centró en las formas alternativas de la resolución de conflictos (prevención, mediación, litigación), viajando por Europa Occidental en busca de posibles modelos tanto en procedimientos penales como civiles. No abandonó su interés por el pleito y alternativas al pleito mientras trabajó como co-PI del Proyecto Civil de Investigación de Litigios (CLRP) una empresa conjunta de la USC y la Universidad de Wisconsin financiada por el Departamento de Justicia de EE. UU., llevando a cabo un importante estudio sobre los litigios en los tribunales federales y del funcionamiento de los foros alternativos en los litigios civiles. Felstiner tomó parte en todos los aspectos del trabajo de CLRP y (junto con Rick Abel y Austin Sarat), desarrolló la idea de una pirámide de disputas y la fórmula "nombrar, alegar, culpar", que se refiere a etapas diferentes de la resolución de un conflicto y a los niveles de la pirámide. En el Instituto Civil de la Justicia de Rand Corporation, inició una investigación a largo plazo en litigios de asbestos. Después, concentró su energía y su capacidad organizativa y de investigación en la abogacía, publicando un libro sobre el divorcio y redactando otro sobre la cultura legal de transacciones comerciales globales. De 1994-2000, también presidió el influyente Grupo de Trabajo de Profesiones Jurídicas del Comité de Investigación de la Sociología Jurídica, que produjo una serie de colecciones importantes.

## Organizador de Ayuda humanitaria
Casi cuarenta años después de su trabajo con USAID, Bill Felstiner volvió a una de sus 
vocaciones más tempranas. Durante el desastre del Katrina en 2005, se ofreció como voluntario y trabajó como director de uno de los mayores centros de acogida para los sin techo de Nueva Orleans. En 2007 fundó, junto a colegas de Santa Bárbara (California), el Chad Foundation (CRF) y se convirtió en su primer director. Dicha organización es una ONG no lucrativa, cuyo objetivo es el de prestar asistencia a los refugiados de la República Centroafricana en el sur de Chad y a la población local que rodea los campos de refugiados.

## Principales obras
- Deep Time. Ninety Years of Mischief. Santa Barbara: El Bosque 2022.
- What Lawyers Do. Narratives from the Yale Law School Class of 1958. Santa Bárbara: El Bosque 2018 (ed.).
- Reorganization and Resistance: Legal Professions Confront a Changing World (Oxford: Hart Publishing, 2005) (ed.).
- Federalismo/Federalism (Madrid: Dykinson 2004 (ed. con Manuel Calvo Garcia).
- Rules and Networks: The Legal Culture of Global Business Transactions (Oxford: Hart Publishing, 2001) (ed. con V.Gessner y R.P. Appelbaum).
- Divorce Lawyers and Their Clients: Power and Meaning in the Legal Process (New York: Oxford University Press, 1995) (en colaboración con Austin Sarat).
- Asbestos in the Courts. The Challenge of Mass Toxic Torts, co-authored with Deborah Hensler u.a. (Rand Corporation, 1985). Descarga disponible: http://www.rand.org/pubs/reports/2006/R3324.pdf.
- "The Logic of Mediation" en D. Black (ed.) Toward a General Theory of Social Control (Orlando, San Diego, San Francisco: Academic Press, 1984).
- "The Emergence and Transformation of Disputes: Naming, Blaming, Claiming", en coautoría con Richard Abel y Austin Sarat, 15 Law and Society Review 401 (1981) (reimpreso en John J. Bonsignore et al. (eds.) Before the Law: An Introduction to the Legal Process (Boston: Houghton¬Mifflin, 4th ed., 1989).
- European Alternatives to Criminal Trials and their Applicability in the United States (Washington: National Institute of Law Enforcement and Criminal Justice, 1978) (en coautoría con Ann Barthelmes Drew)